# ゴーK!
ゴーK!（ゴーけい！）は、毎日放送（MBSラジオ）でかつて放送されていたバラエティーラジオ番組。
なお放送開始・終了日などはあくまで暦日で表記しているため、注意のこと。

## 出演者
- 麒麟（田村裕・川島明）
- 徳田憲治（スムルース）
- 小塚舞子
- 天津（木村卓寛・向清太朗、大阪収録時に出演）
  - カナリア（安達健太郎・ボン溝黒、2007年4月 - 9月、東京収録時に出演していた）
  - 西澤裕介（ダイアン、2007年10月 - 、「丑バラ」枠移行後のゴーK-1グランプリに挑戦者として出演）

## 概要
2006年4月8日、放送開始。放送時間土曜日2時00分から4時55分（金曜深夜）。MBSラジオで同年3月まで放送されていた「ゴーゴーモンキーズ」（麒麟は木曜日を担当していた）終了に伴い、「ゴーJ!」や「ゴー傑P」と共に番組開始となった。番組開始時はMBS本社スタジオから毎週生放送放送されており、共通の番組ホームページやスペシャルウィークでの連動企画、告知CMの放送など、3番組での連動企画が多数行われていた。
しかし多忙になっていったメイン出演者の麒麟の要望により、東京支社スタジオからの生放送や録音番組での放送、更に時間短縮などの措置が取られていき、更にはMBSラジオ側の編成の都合により、同時間帯に放送されている「丑バラ」枠での月一回放送に短縮され録音形式で放送されていた。ナイターがスタートする2008年4月以降は、この時間帯の番組がナイター延長時の短縮対象番組となっているため、録音でないと出演できない麒麟との話し合いの結果、2008年3月29日で終了となった。ナイター開始後の放送となった番組最終回は、ナイター延長に対応するため1時間30分のみを通常の形式で録音し、残りの時間は放送終了までをスムルース徳田と小塚舞子の生放送という特殊な形式で放送された。
番組ホームページではオープニングトークがネット配信されている。なお番組コールは「麒麟とスムルース徳田のゴーK!」であり、小塚舞子はアシスタントの位置付けである。天津は通常放送時は「天津向のゲーム考えちゃいました」前のトークパートより、スムルース徳田欠席時は番組開始より登場する。
野球放送延長で放送時間が繰り下げになった場合は放送時間が短縮となる。深夜の長時間放送のため、スムルースのライブ開催期間中は、スムルース徳田が欠席、もしくは早引きをする。
生放送と録音放送では、一部コーナーが行われないなどの違いがある。月一回放送となってからは録音番組として放送されている。
番組エンディングの告知パートでは、番組内で製作された歌が使用されている。作詞・歌は出演者一同、作曲はスムルース徳田で製作された。

## 主な歴史
- 2006年12月30日放送分は、「ゴーJ!」との合同番組「オールザッツレイディオ　ゴーJ・K!」として放送された。スムルース徳田、小塚舞子、「ゴーJ!」から美崎悠が出演し、MBSテレビで同時間に生放送された「オールザッツ漫才」の合間を縫って、「ゴーK!」や「ゴーJ!」、「ゴー傑P」からもお笑い芸人達（サバンナ八木を除く）が出演した。
- 2007年1月13日 - 2月10日までは、MBSラジオの高石ラジオ送信所工事のため放送休止となった。休止期間中の2月4日日曜日20:00〜21:00には、「MBSサンデースペシャル」枠において和歌山での出演者たちの旅行の模様を収録した「ゴー紀州!もっと仲良くなっちゃおうスペシャル」を放送。
- 同年春の改編で、以下の内容をそれぞれ月一回ずつ放送する形式となった。他の週は大阪スタジオからの生放送。
  - 東京スタジオでの生放送、大阪在住の天津の代わりに東京在住のカナリアが出演。
  - 前半1時間30分を録音での通常放送、後半1時間30分は天津がメインパーソナリティーを担当する「しゃべりすぎだよ!天津は!」を放送。野球中継延長の場合は、後者が時間短縮となる。
- 2007年秋の改編で、「丑バラ」枠での月一回放送の番組となり、上記の「ゴーJ!」や「ゴー傑P」との連動企画は、番組ホームページを除き廃止された。
- 2008年3月29日春の改編で番組終了となる。
- 2011年12月25日にMBSサンデースペシャルの枠で、「麒麟とスムルース徳田のゴーK! 〜クリスマスの夜に一夜限りの復活スペシャル〜」を放送。

## コーナー

### 現行コーナー
ゴーK-1グランプリ
物や人のキャッチフレーズを募集し、麒麟田村とスムルース徳田がそれぞれ選んで対決するコーナー。判定は麒麟川島が行う。
田村が自ら考えたネタで敗れレギュラー落ちして以降は、田村や天津が乱入者として登場するようになる。
お便りのコーナー
普通のお便りを紹介するコーナー。
天津向のゲーム考えちゃいました
天津向考案のゲームで、出演者が対決するコーナー。東京収録の回は「たむちゃんのゲーム考えちゃいました」と麒麟田村司会で放送。
きむちゃんの1分間のコーナー
天津木村が1分間で様々な事に挑戦するコーナー。
男の勲章
「男性リスナーの悩みやエピソード・女性リスナーの疑問」をテーマにして、男性出演者のみでトークするコーナー。番組冒頭でテーマの募集が行われる。
芸人バトル50音取り合戦
麒麟と天津の4人が、特定の頭文字で始まる別テーマのおもしろい一言を発表し、1位を小塚舞子が判定する。頭文字は毎週50音順に変わっていく。

### 過去のコーナー
助けてくださいリスナー救済コーナー
放送終了までボツになったハガキやメールを紹介するコーナー。
0点チャンピオン木村の目指せしょこたん越え！のコーナー
天津木村に「天狗女と泥棒ヒゲ男」というタイトルでブログを開設させ、中川翔子の「しょこたん☆ぶろぐ」のアクセス数を越えるのを目標とするコーナー。毎週さまざまな課題実行し、その成果を紹介する。
きむちゃんのLet's singing
天津木村がリスナーから送られてきた歌詞やテーマで詩吟を吟じるコーナー。リスナーとのネタ対決に敗れたためコーナー終了。しかし、このコーナー内で披露していた「SEXあるある詩吟」が後の「エロ詩吟」としてTV番組などで大ブレークすることになる。
リスナーは見た
リスナーからの目撃情報を絡めての無茶振りに答えるコーナー。
アニマル徳田の動物好きだ好きだ好きだ
スムルース徳田が動物についてのうんちくを紹介し、出演者にクイズを出すコーナー。スムルース徳田欠席の場合は、他の出演者による代替コーナーが行われる。
噂キング
リスナーからいろいろな噂を募集するコーナー。
たむ楽の笑う点
番組冒頭に麒麟田村が大喜利のお題を発表し、回答をリスナーから募集するコーナー。番組が録音の週には行われない。

### 罰ゲームのコーナー
不定期に出演者同士での対決が行われる。最下位になった者は調べ物を行い、自由研究と題して1コーナーを担当しなければならない。
- 田村裕：人相学（粘土細工対決にて最下位）
- 小塚舞子：心理テスト（川柳対決にて最下位）
- 徳田憲治:即興での歌制作（記憶力対決で最下位）
- 川島明：財布について調べる（ラブレター対決で最下位）
- 小塚舞子：来年の運勢（写生大会で最下位）

## しゃべりすぎだよ！天津は!
2007年4月 - 9月の録音放送の回に放送されていた番組内番組。本編と異なり生放送番組で、天津に加え若手芸人がゲストとして出演する。

### コーナー
天津向のゲーム考えちゃいました
本編放送時と同内容のコーナー。
モジモジトーク
決められた字数の単語をリスナーから募集し、その単語にまつわるトークをするコーナー。
きむちゃんの運だけが味方のコーナー
天津木村の上の句と、モジモジトークで募集した単語からランダムで選んだ下の句を組み合わせて面白さを競うコーナー。